# Transport Layer Interface
En redes informáticas, la interfaz de capa de transporte (TLI) fue la API de red proporcionada por AT&amp;T UNIX System V Release 3 (SVR3) en 1987 y continuó hasta la versión 4 (SVR4). TLI era la contraparte del System V de la interfaz de programación de sockets BSD, que también se proporcionaba en UNIX System V Release 4 (SVR4). TLI se estandarizó posteriormente como XTI, la interfaz de transporte X/Open .

## TLI y sockets
Al principio se esperaba que los protocolos OSI reemplazaran a TCP/IP, por lo que TLI está diseñado a partir de un punto de vista orientado al modelo OSI, correspondiente a la capa de transporte OSI. Sin embargo, en términos de API, TLI se parece a los sockets.
TLI y XTI fueron ampliamente utilizados y, hasta UNIX 98, más que la API de sockets POSIX respecto a los estándares existentes. Sin embargo, al menos desde principios de los años 1990 estaba claro que la interfaz Berkeley Socket terminaría prevaleciendo. TLI y XTI aún son compatibles con sistemas operativos derivados de SVR4 y  aquellos sistemas operativos que cumplen con las especificaciones UNIX de marca (UNIX 95, UNIX 98 y UNIX 03 Single UNIX Specification), como Solaris y AIX (así como el clásico Mac OS, en forma de Open Transport ). En UNIX 95 (XPG4) y UNIX 98 (XPG5.2), XTI era la API preferida y recomendada para los nuevos protocolos de transporte.  Como resultado de las deliberaciones del Austin Group con el objetivo de incorporar variantes de UNIX que no proporcionan STREAMS, como BSD y Linux, bajo la Especificación Única de UNIX, la Especificación Única de UNIX UNIX 03 declara a STREAMS como opcional y declara a los Sockets POSIX como la API preferida para los nuevos protocolos de transporte.